# Epanastasis
Epanastasis is een geslacht van vlinders van de familie dominomotten (Autostichidae), uit de onderfamilie Symmocinae.

## Soorten
- E. atlanticella (Lucas, 1937)
- E. canariensis (Rebel, 1906)
- E. enigmatica (Gozmany, 1964)
- E. eupracta Gozmany, 1988
- E. excellens Gozmany, 1977
- E. sophroniella (Rebel, 1895)